# Melodifestivalen 2009
Le concours Melodifestivalen 2009 s'est déroulé de février à mars 2009. Ce fut la 49e édition du concours Melodifestivalen et il désigna l'artiste représentant la Suède au Concours Eurovision de la chanson 2009.
Durant cette sélection, cinq demi-finales ont eu lieu à Göteborg, Skellefteå, Leksand, Malmö et Norrköping qui a accueilli l'épreuve de l'Andra Chansen, l'épreuve de la seconde chance.
Après les cinq demi-finales, 11 chansons et artistes ont réussi à se qualifier pour la finale qui s'est déroulée à Stockholm dans le Globe Arena. Après les votes des jurys et des téléspectateurs, la chanteuse d'opéra Malena Ernman a gagné le concours avec sa chanson La Voix qui est chantée à la fois en anglais et en français ce qui est une première pour la Suède au Concours Eurovision de la chanson.
Mais ce ne fut pas gagné d'avance, car après les votes des jurys, sa chanson était positionnée à la 8e place. Mais grâce aux votes des téléspectateurs, sa chanson a réussi l'impensable, de passer de la 8e place à la 1re.
Cette édition 2009 a connu de nombreuses nouvelles règles comme :
- une augmentation du nombre de personnes autorisées dans la scène lors d'une chanson ;
- l'accord d'un play-back mais pour les choristes ;
- un jury international qui a choisi le 11e finaliste lors du concours.

## Règles
Les règles du Melodifestivalen ont été pour la première fois mises en place en 2002. Le format est composé de cinq demi-finales qui se déroulent chaque année, dans les quatre premières demi-finales, huit artistes concourent pour essayer de se qualifier pour la finale, mais seuls les deux premiers de chaque demi-finale se qualifient pour la finale. Tandis que les troisièmes et les quatrièmes devront disputer une ultime demi-finale, l'Andra Chansen, l'épreuve de la seconde chance. Lors de cette épreuve, huit artistes chanteront leurs chansons et seuls les deux premiers de cette demi-finale se qualifieront pour la finale. Ces chansons sont choisies par les téléspectateurs qui votent pour leurs chansons favorites lors des épreuves du Melodifestivalen. Lors de la finale, dix artistes concourent pour gagner la finale du Melodifestivalen et de ce fait de représenter la Suède au Concours Eurovision de la chanson. 11 jurys venant de Suède et les téléspectateurs votent pour leurs artistes et leurs chansons préférés.
28 chansons ont été choisies par le public suédois pour participer au Melodifestivalen 2009. Elles ont été choisies parmi plus de 3000 chansons.
Lors de l'édition 2009, de nouvelles règles ont été mises en place comme par exemple :
- Dans chaque demi-finale, les quatre premiers s'affronteront lors de l'épreuve des duels, les deux artistes qui gagneront leurs duels, pourront participer à la finale tandis que les deux artistes qui ont perdu leurs duels devront participer à l'épreuve de l'Andra Chansen, l'épreuve de la Seconde Chance.
- Une augmentation du nombre de personnes autorisées à monter sur la scène (8 personnes, alors que dans les éditions précédentes, seules 6 personnes pouvaient accéder à la scène).
- Les choristes pouvaient pré-enregistrer leurs performances alors que les chanteurs doivent chanter leurs chansons en live.
- Cette édition a eu comme nouveauté l'implantation d'un jury international qui vote lors de chaque demi-finale pour leur artiste préféré mais pour que l'artiste soit choisi, il faut que celui-ci ou celle-là ne soit pas placé dans les quatre premières places de chaque demi-finale. Et lors de l'Andra Chansen, le jury international choisira la 11e personne qui participera à la finale du concours.

## Détails
Le 11 septembre 2008, les six villes qui accueilleront le concours du Melodifestivalen 2009 ont été annoncés. La ville de Göteborg accueillera la première demi-finale dans le Scandinavium, lors de la seconde demi-finale, ce sera la ville de Skellefteå qui accueillera la seconde demi-finale. Puis suivront les villes de Leksand, Malmö, Norrköping et enfin Stockholm qui accueillera la finale du concours dans le Globe Arena.
Les dates du concours du Melodifestivalen 2009 ont été aussi annoncé, la première demi-finale a eu lieu le 7 février et la finale a eu lieu le 14 mars, soit six semaines de compétitions.
Après avoir présenté le Melodifestivalen en 2007 et en 2008, Kristian Luuk n'a pas voulu présenter une nouvelle fois le concours. Il fut remplacé par la comédienne Petra Mede.

### Calendrier
| Date       | Ville      | Lieu                 | Manche                         |
| ---------- | ---------- | -------------------- | ------------------------------ |
| 7 février  | Göteborg   | Scandinavium         | Demi-finale 1                  |
| 14 février | Skellefteå | Kraft Arena          | Demi-finale 2                  |
| 21 février | Leksand    | Ejendals Arena       | Demi-finale 3                  |
| 28 février | Malmö      | Malmö Arena          | Demi-finale 4                  |
| 7 mars     | Norrköping | Himmelstalundshallen | Andra Chansen (Seconde Chance) |
| 14 mars    | Stockholm  | Globen               | Finale                         |

## Participants
Cette année, environ 3 440 chansons ont été envoyés pour participer au concours. Sur 3 440 chansons seulement 28 ont été choisies pour participer aux épreuves télévisées du Melodifestivalen. Ces 28 chansons ont été choisies par la chaine publique suédoise SVT le 14 octobre 2008.
Les huit premiers participants ont été révélés le 18 novembre 2008. Dans ces huit participants, on peut y remarquer d'anciens participants du concours comme le groupe suédois Alcazar qui a participé à trois reprises en 2003, 2005 et en 2010, l'autre groupe BWO qui a participé à trois reprises également en 2005, 2006 et en 2008, le chanteur Måns Zelmerlöw qui a participé au concours en 2007 dans lequel il a fini à la 3e place, Lasse Lindh qui a participé en 2008 dans lequel il fut éliminé lors de sa demi-finale, la chanteuse Caroline af Ugglas qui une seule fois a participé au concours, ce fut en 2007 et la chanteuse de ballade Sarah Dawn Finer qui a aussi participé en 2007 dans lequel elle se classa à la 4e place. Mais parmi ces noms, figuraient aussi Emilia et Jennifer Brown qui participaient à leurs premiers Melodifestivalen.
Le 23 novembre, le dixième artiste fut révélé par le directeur du Melodifestivalen Christer Björkman lors de l'émission de télé-réalité Dansbandkampen et c'est le groupe Scvotts qui fut choisi avec leur chanson "Jag tror på oss". La chaîne hôte du concours, la SVT a au fil du temps continué à annoncer les noms des participants au concours parmi eux, on peut y retrouver des artistes n'ayant jamais participé au Melodifestivalen comme le groupe de rock suédois H.E.A.T., le chanteur Jonathan Fagerlund, la chanteuse Maja Gullstrand, Molly Sandén et tant d'autres…
Le 2 décembre, lors de l'émission Culture News, la chaîne SVT a annoncé le nom de six autres artistes.
La veille de la révélation des autres artistes, une rumeur circulait et disait que deux anciennes participantes du Concours Eurovision de la chanson participeraient en tant que duo. Ces artistes sont Sahlene qui a participé au Concours Eurovision de la chanson 2002 en représentant l'Estonie et la jeune chanteuse norvégienne Maria Haukaas Storeng qui a représenté la Norvège au Concours Eurovision de la chanson en 2008.
Le jour suivant, le 9 décembre, la SVT a confirmé la rumeur et a annoncé le nom des quatre autres artistes qui participeraient au concours comme : Susanne Alfvengren, The Thorleifs, Nina Söderquist et le groupe Cookies 'n Beans.
Et enfin, le 16 décembre 2008, la chaîne hôte du concours a annoncé le dernier artiste qui participerait au concours et ce fut le groupe Star Pilots avec leurs chanson Higher (Plus haut).

### Jokers
Les jokers furent pour la première fois mis en place en 2004 dans le but de diversifier les genres de musiques du concours. Quatre artistes, un dans chaque demi-finale, ont été invités par la SVT et de ce cas ils peuvent choisir leur chansons.
Les jokers de ce concours sont : la chanteuse Marie Serneholt, le chanteur suédo-finnois Markoolio, le groupe EMD et la chanteuse d'opéra Malena Ernman.
| Artiste         | Chanson                | Demi-finale | Résultat lors de la demi-finale |
| --------------- | ---------------------- | ----------- | ------------------------------- |
| Marie Serneholt | "Disconnect Me"        | Göteborg    | Éliminé – 6e place              |
| Markoolio       | "Kärlekssång från mig" | Skellefteå  | Éliminé – 6e place              |
| EMD             | "Baby Goodbye"         | Leksand     | Finale – 1er place              |
| Malena Ernman   | "La voix"              | Malmö       | Finale – 1er place              |

## Demi-finales
Tous les 32 chansons ont été dans les quatre demi-finale le 11 décembre, mais l'ordre de passage de chaque demi-finale fut annoncé le 15 janvier. La chanteuse Nina Söderquist a ouvert le bal des demi-finale avec sa chanson Tick Tock tandis que la chanteuse et joker Malena Ernman a clos les épreuves de demi-finale avec sa chanson « La Voix ». Dans chaque demi-finale, huit artistes participaient.
Les quatre demi-finale se sont déroulés du 7 au 28 février, l'épreuve de l'Andra Chansen a eu lieu le 7 mars.

### Demi-finale 1
La première demi-finale s'est déroulée le 7 février au Scandinavium à Göteborg.
Le spectacle a commencé par la présentation des participants par la présentatrice du concours Petra Mede. La demi-finale fut ouverte par Tick Tock, chantée en anglais par Nina Söderquist (en), et close par la chanteuse et joker Marie Serneholt avec Disconnect Me ("Déconnecte-moi").

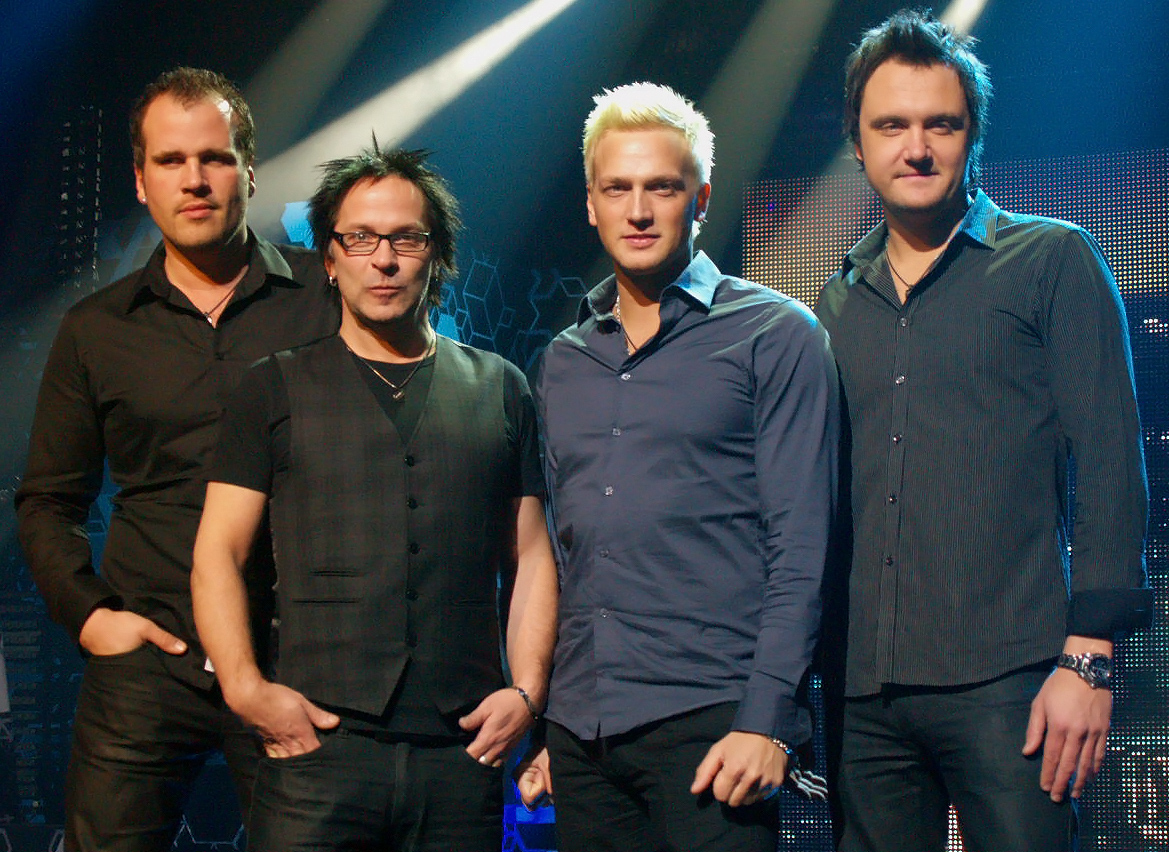
Le groupe Scotts lors de cette demi-finale.

À cette demi-finale participait le groupe Alcazar, habitué du concours, auquel il avait participé en 2003 avec Not A Sinner, Not A Saint ("Ni un pêcheur, ni un saint", 3e place), en 2005 avec Alcastar (encore 3e)  et en 2010 avec Headlines ("Titre", éliminés lors de l’Andra Chansen, l'épreuve de la Seconde Chance). La chanteuse Shirley Clamp avait aussi participé à trois Melodifestivalen, en 2003 avec Mr. Memory ("M. Mémoire", sixième en demi-finale), en 2004 avec Min kärlek ("Mon amour", 4e place de sa demi-finale, repéchée à l’Andra Chansen puis 2e en finale) et en 2005 avec Att älska dig ("Pour t'aimer", victoire en demi-finale mais seulement quatrième en finale). La chanteuse Caroline af Ugglas y avait aussi déjà participé en 2007 avec Tror på dig ("Croyez en vous", sixième en demi-finale).
| # | Artiste            | Chanson                     | Parolier (p) / Compositeur (c)                                                                                         | Votes    | Votes    | Place | Resultats                        |
| # | Artiste            | Chanson                     | Parolier (p) / Compositeur (c)                                                                                         | Manche 1 | Manche 2 | Place | Resultats                        |
| - | ------------------ | --------------------------- | --- | -------- | -------- | ----- | -------------------------------- |
| 1 | Nina Söderquist    | "Tick Tock"                 | Johan Lyander (c & p), Matti Alfonzetti (c & p)                                                                        | 28 404   | 59 122   | 5e    | Éliminé                          |
| 2 | Jonathan Fagerlund | "Welcome To My Life"        | Samuel Waermö (c & p), Didrik Thott (c & p)                                                                            | 20 847   | —        | 7e    | Éliminé                          |
| 3 | Shirley Clamp      | "Med hjärtat fyllt av ljus" | Bobby Ljunggren (c), Henrik Wikström (c), Ingela "Pling" Forsman (p)                                                   | 11 542   | —        | 8e    | Éliminé                          |
| 4 | Scotts             | "Jag tror på oss"           | Lars "Dille" Diedricson (c), Martin Hedström (c), Ingela "Pling" Forsman (p)                                           | 39 831   | 72 455   | 3e    | Andra Chansen                    |
| 5 | Emilia             | "You're My World"           | Emilia Rydberg (c & p), Fredrik "Figge" Boström (c & p)                                                                | 28 960   | 60 471   | 4e    | Finale                           |
| 6 | Alcazar            | "Stay the Night"            | Anders Hansson (c & p), Mårten Sandén (c & p), Andreas Lundstedt (c & p), Therese Merkel (c & p), Lina Hedlund (c & p) | 40 913   | 77 368   | 2e    | Finale                           |
| 7 | Caroline af Ugglas | "Snälla snälla"             | Caroline af Ugglas (p), Heinz Liljedahl (c)                                                                            | 32 839   | 84 451   | 1er   | Andra Chansen Jury International |
| 8 | Marie Serneholt    | "Disconnect Me"             | Peter Boström (c & p), Tony Nilsson (c & p)                                                                            | 23 599   | —        | 6e    | Joker Éliminé                    |

Lors des duels, le groupe Alcazar a battu le groupe Scotts pour une place en finale grâce à un plus grand nombre de votes. Lors de la seconde « rencontre », Emilia a vaincu la chanteuse Caroline af Ugglas pour une qualification directe pour la finale.
|  | Duels                                | Duels                      |                            |  | En finale | En finale |
|  |                                      |                            |                            |  |           |           |
|  |                                      |                            |                            |  |           |           |
|  |                                      |                            |                            |  |           |           |
|  | Scotts - "Jag tror på oss"           | 63 208                     |                            |  |           |           |
|  | Scotts - "Jag tror på oss"           | 63 208                     |                            |  |           |           |
|  | Alcazar - "Stay the Night"           | 92 630                     |                            |  |           |           |
|  | Alcazar - "Stay the Night"           | 92 630                     | Alcazar - "Stay the Night" |  |           |           |
|  |                                      |                            |                            |  |           |           |
|  |                                      | Emilia - "You're My World" |                            |  |           |           |
|  | Emilia - "You're My World"           | 79 496                     |                            |  |           |           |
|  | Emilia - "You're My World"           | 79 496                     |                            |  |           |           |
|  | Caroline af Ugglas - "Snälla snälla" | 66 520                     |                            |  |           |           |
|  | Caroline af Ugglas - "Snälla snälla" | 66 520                     |                            |  |           |           |

3 294 000 personnes ont regardé la première demi-finale du Melodifestivalen 2009 sur SVT et toujours dans cette même demi-finale, 721 334 votes ont été envoyés à la chaîne, ce qui constitue un record pour une demi-finale d'un concours Melodifestivalen. L'argent récolté grâce aux votes (1,396,108kr) a été reversé à l'association créée par la SVT Radiohjälpen.

### Demi-finale 2
La seconde demi-finale a eu lieu au Skellefteå Kraft Arena à Skellefteå le 14 février.
Cette nouvelle demi-finale fut ouverte par un duo Lili and Susie composé de deux sœurs avec leurs chanson Show Me Heaven ("Montre-moi le paradis"). À noter que seule Susie a participé à la composition des paroles. Le duo fut suivi du chanteur de rock Lasse Lindh et de sa bande avec leur chanson qui fut chantée en suédois Jag ska slåss i dina kvarter ! (Je me battrai dans votre quartier). Ensuite, vient le tour de la chanteuse Jennifer Brown avec sa chanson Never Been Here Before (Je ne suis jamais allé là avant). Puis, c'est au tour du groupe de rock suédois H.E.A.T avec leur titre 1000 Miles. Ensuite, c'est au tour du chanteur Markoolio de monter sur scène avec sa chanson qui est une nouvelle fois chantée en suédois Kärlekssång från mig (Chanson d'amour venant de moi). Puis, c'est la jeune Amy Diamond qui chante sa chanson It's My Life (C'est ma vie), elle a déjà participé au concours Melodifestivalen l'an passé avec sa chanson Thank You (Merci) et elle avait réussi l'exploit de se hisser en finale, malgré son jeune âge. Elle avait terminé à la 8e place sur 10 participants en finale. Après Amy, c'est au tour du groupe Cookies 'n Beans de chanter en anglais cette fois-ci avec leur chanson What If (Pourquoi pas ?). Et enfin, dernier participant à monter sur scène c'est Måns Zelmerlöw avec sa chanson Hope & Glory (Espoir & Gloire). Måns, tout comme Amy a déjà participé au Melodifestivalen en 2007 avec sa chanson Cara Mia (Ma bien-aimée) et tout comme Amy, il a réussi à se hisser en finale. Lors de cette finale, il se classa à une très bonne 3e place.
| # | Artiste                | Chanson                         | Parolier (p) / Compositeur (c)                                                                       | Votes    | Votes    | Place | Resultats                        |
| # | Artiste                | Chanson                         | Parolier (p) / Compositeur (c)                                                                       | Manche 1 | Manche 2 | Place | Resultats                        |
| - | ---------------------- | ------------------------------- | --- | -------- | -------- | ----- | -------------------------------- |
| 1 | Lili and Susie         | "Show Me Heaven"                | Susie Päivärinta (c & p), Calle Kindbom (c & p), Pär Lönn (c), Thomas G:son (c & p), Nestor Geli (p) | 30 813   | 70 081   | 4e    | Andra Chansen                    |
| 2 | Lasse Lindh och Bandet | "Jag ska slåss i dina kvarter!" | Lasse Lindh (c & p)                                                                                  | 9 084    | —        | 8e    | Éliminé                          |
| 3 | Jennifer Brown         | "Never Been Here Before"        | Jennifer Brown (c & p), Peter Kvint (c & p)                                                          | 9 645    | —        | 7e    | Éliminé                          |
| 4 | H.E.A.T                | "1000 Miles"                    | Niklas Jarl (c & p), David Stenmarck (c & p)                                                         | 50 735   | 96 985   | 2e    | Finale                           |
| 5 | Markoolio              | "Kärlekssång från mig"          | Patrik Henzel (c & p), Karl Eurén (c & p), Markoolio (c & p)                                         | 14 704   | —        | 6e    | Joker Éliminé                    |
| 6 | Amy Diamond            | "It's My Life"                  | Alexander Bard (c & p), Bobby Ljunggren (c & p), Oscar Holter (c)                                    | 43 352   | 77 571   | 3e    | Andra Chansen Jury International |
| 7 | Cookies 'n Beans       | "What If"                       | Robin Abrahamsson (c & p), Maciel Numhauser (c & p), Amir Aly (c & p)                                | 33 490   | 64 613   | 5e    | Éliminé                          |
| 8 | Måns Zelmerlöw         | "Hope & Glory"                  | Fredrik Kempe (c & p), Måns Zelmerlöw (p), Henrik Wikström (c)                                       | 74 821   | 129 621  | 1er   | Finale                           |

Lors des duels, le groupe H.E.A.T se sont confrontés à la jeune Amy Diamond pour une place en finale et c'est le groupe H.E.A.T qui l'a remporté. Dans l'autre duel, qui opposait Måns Zelmerlöw au duo Lili and Susie, c'est Måns Zelmerlöw qui l'a remporté assez largement. Donc, Måns Zelmerlöw et le groupe H.E.A.T se sont qualifiés pour la finale, tandis que Amy Diamond et Lili and Susie sont éliminés.
|  | Duels                             | Duels                           |                        |  | En Finale | En Finale |
|  |                                   |                                 |                        |  |           |           |
|  |                                   |                                 |                        |  |           |           |
|  |                                   |                                 |                        |  |           |           |
|  | H.E.A.T - "1000 Miles"            | 89 631                          |                        |  |           |           |
|  | H.E.A.T - "1000 Miles"            | 89 631                          |                        |  |           |           |
|  | Amy Diamond - "It's My Life"      | 69 204                          |                        |  |           |           |
|  | Amy Diamond - "It's My Life"      | 69 204                          | H.E.A.T - "1000 Miles" |  |           |           |
|  |                                   |                                 |                        |  |           |           |
|  |                                   | Måns Zelmerlöw - "Hope & Glory" |                        |  |           |           |
|  | Måns Zelmerlöw - "Hope & Glory"   | 107 523                         |                        |  |           |           |
|  | Måns Zelmerlöw - "Hope & Glory"   | 107 523                         |                        |  |           |           |
|  | Lili and Susie - "Show Me Heaven" | 67 859                          |                        |  |           |           |
|  | Lili and Susie - "Show Me Heaven" | 67 859                          |                        |  |           |           |

812 874 votes ont été enregistrés lors de cette seconde demi-finale, ce qui constitue un record avec une augmentation de 60 000 votes par rapport à la seconde demi-finale du concours Melodifestivalen 2008. Grâce à ce grand nombre de votes, 1 269 806,50 kr ont été reversés à l'association créée par la SVT Radiohjälpen.

### Demi-finale 3

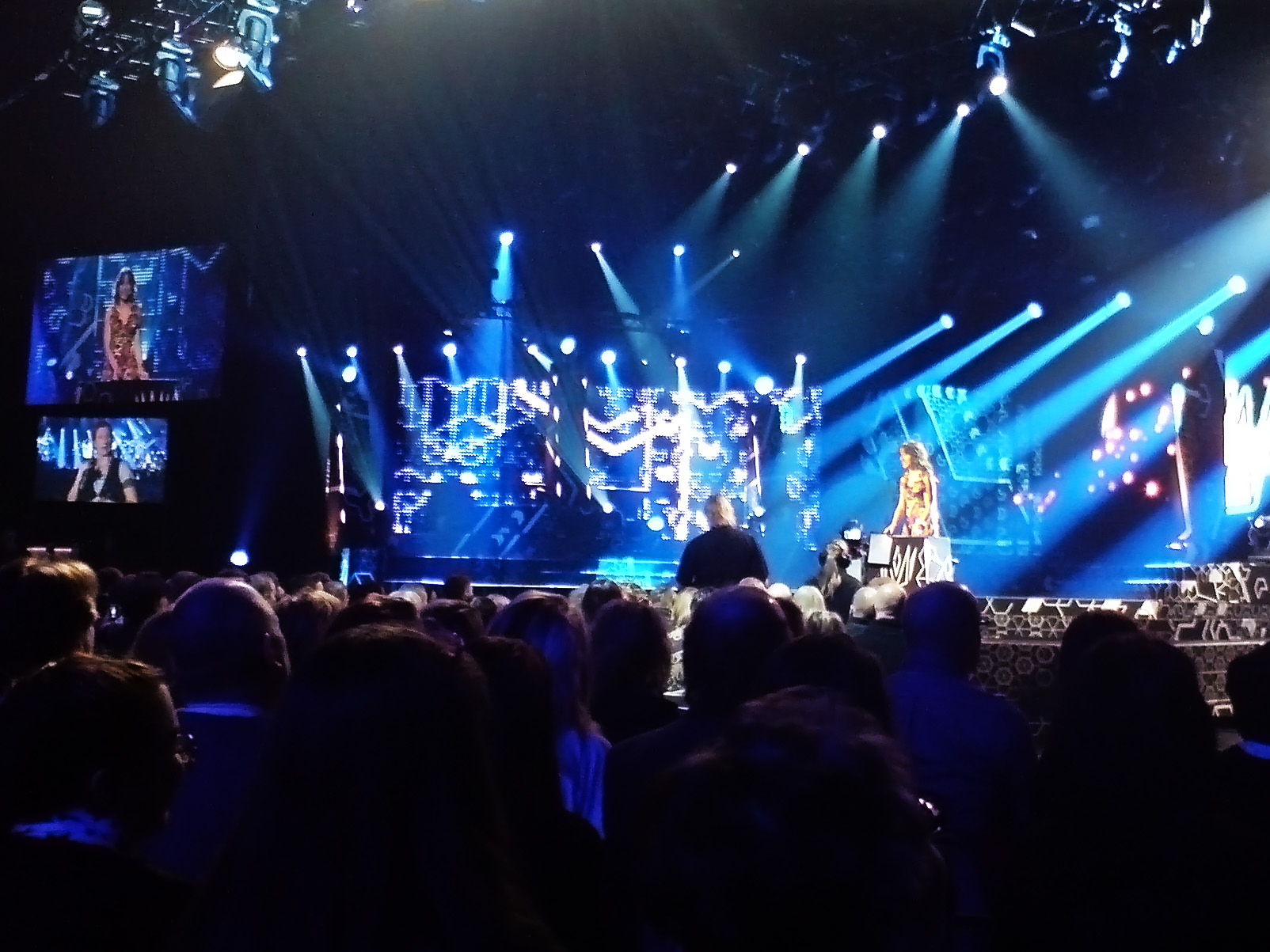
La présentatrice Petra Mede sur scène lors de cette demi-finale.

La troisième demi-finale a eu lieu au Ejendals Arena à Leksand le 21 février.
Cette troisième demi-finale fut lancée par la chanteuse Velvet avec sa chanson The Queen (La Reine) mais elle ne réussit pas à se qualifier pour la finale, finissant seulement 6e. Velvet fut suivi par le trio Rigo & The Topaz Sound feat. Red Fox avec la chanson I Got U (Je t'ai), qui ne se qualifia que pour l'épreuve de la Seconde Chance (Andra Chansen). Puis, ce fut le tour de la jeune Molly Sandén, qui avait déjà représenté la Suède au Concours Eurovision de la chanson Junior en 2006, où elle avait fini 3e. Molly est la première chanteuse de cette demi-finale à chanter en suédois avec Så vill stjärnorna (Nous aurons les étoiles) avec laquelle elle parvient à se qualifier directement pour la finale. Venaient ensuite les favoris de cette demi-finale, le groupe EMD avec leur chanson Baby Goodbye (Au revoir, chéri) et « comme prévu » ils ont réussi à se qualifier directement pour la finale. Mikael Rickfors a chanté en suédois Du vinner över mig!, sans réussir à se qualifier pour la finale. Maja Gullstrand a elle aussi interprété une chanson en suédois, Här för mig själv (Ici pour moi-même) et n'a pas réussi non plus à se qualifier pour la finale. Ensuite, vient la chanteuse d'origine grecque Sofia avec sa chanson chantée en grec Alla (Autre) : elle finit à la septième place de cette demi-finale, mais fut sauvée par le Jury International et de ce fait participa à la finale. Et enfin, il y a le groupe BWO, autre favori qui avait déjà participé au concours Melodifestivalen 2005 avec Gone (non-qualifié pour la finale), au Melodifestivalen 2006 avec Temple Of Love (2e à la finale) et au Melodifestivalen 2008 (3e en finale avec Lay Your Love on Me). En 2009, le groupe interprète You're not alone (Tu n'est pas seule) et se qualifie pour l'épreuve de rattrapage (Andra Chansen).
| # | Artiste                              | Chanson               | Auteur (a) / Compoisteur (c)                                                                     | Votes    | Votes    | Place | Resultats          |
| # | Artiste                              | Chanson               | Auteur (a) / Compoisteur (c)                                                                     | Manche 1 | Manche 2 | Place | Resultats          |
| - | ------------------------------------ | --------------------- | ------------------------------------------------------------------------------------------------ | -------- | -------- | ----- | ------------------ |
| 1 | Velvet                               | "The Queen"           | Tony Nilsson (a & c), Henrik Janson (a & c)                                                      | 15 985   | —        | 6e    | Éliminé            |
| 2 | Rigo & The Topaz Sound feat. Red Fox | "I Got U"             | Rodrigo Pencheff (a & c), Tobias Karlsson (c)                                                    | 18 515   | 38 078   | 4e    | Andra Chansen      |
| 3 | Molly Sandén                         | "Så vill stjärnorna"  | Bobby Ljunggren (c), Marcos Ubeda (c), Ingela "Pling" Forsman (a)                                | 29 523   | 55 713   | 3e    | Finale             |
| 4 | EMD                                  | "Baby Goodbye"        | Erik Segerstedt (a & c), Mattias Andréasson (a & c), Danny Saucedo (a & c), Oscar Görres (a & c) | 65 234   | 127 990  | 1er   | Joker Finale       |
| 5 | Mikael Rickfors                      | "Du vinner över mig!" | Thomas G:son (a & c)                                                                             | 17 785   | 36 284   | 5e    | Éliminé            |
| 6 | Maja Gullstrand                      | "Här för mig själv"   | Thomas G:son (a & c), Marcos Ubeda (a & c)                                                       | 10 568   | —        | 8e    | Éliminé            |
| 7 | Sofia                                | "Alla"                | Dimitri Stassos (c), Henrik Wikström (c), Irini Michas (c), Nina Karolidou (p)                   | 14 782   | —        | 7e    | Jury International |
| 8 | BWO                                  | "You're Not Alone"    | Fredrik Kempe (a & c), Alexander Bard (a & c), Anders Hansson (a & c)                            | 41 082   | 80 414   | 2e    | Andra Chansen      |

Lors de l'épreuve des Duels, Rigo & The Topaz Sound feat. Red Fox ont été vaincus par le groupe EMD. Dans l'autre duel, BWO a été vaincu par Molly Sandén.
|  | Duels                                              | Duels                               |                      |  | En finale | En finale |
|  |                                                    |                                     |                      |  |           |           |
|  |                                                    |                                     |                      |  |           |           |
|  |                                                    |                                     |                      |  |           |           |
|  | Rigo & The Topaz Sound feat. Red Fox - "I Got You" | 39 124                              |                      |  |           |           |
|  | Rigo & The Topaz Sound feat. Red Fox - "I Got You" | 39 124                              |                      |  |           |           |
|  | EMD - "Baby Goodbye"                               | 116 034                             |                      |  |           |           |
|  | EMD - "Baby Goodbye"                               | 116 034                             | EMD - "Baby Goodbye" |  |           |           |
|  |                                                    |                                     |                      |  |           |           |
|  |                                                    | Molly Sandén - "Så vill stjärnorna" |                      |  |           |           |
|  | BWO - "You're Not Alone"                           | 66 108                              |                      |  |           |           |
|  | BWO - "You're Not Alone"                           | 66 108                              |                      |  |           |           |
|  | Molly Sandén - "Så vill stjärnorna"                | 85 886                              |                      |  |           |           |
|  | Molly Sandén - "Så vill stjärnorna"                | 85 886                              |                      |  |           |           |

691,238 votes ont été enregistrés lors de la troisième demi-finale, avec 1,053,643kr qui ont été reversés à l'association Radiohjälpen.

### Demi-finale 4

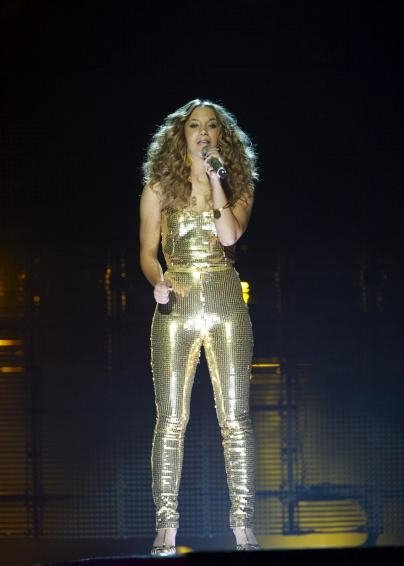
Agnes Carlsson chante Love Love Love au Melodifestivalen 2009.

La quatrième et dernière demi-finale eut lieu à Malmö au Malmö Arena le 28 février.
Lors de cette quatrième et dernière demi-finale, la première chanteuse à monter sur scène fut Agnes Carlsson avec sa chanson Love Love Love (Amour, Amour, Amour) chantée en anglais. C'était la première finale du concours Melodifestivalen de sa carrière. Ensuite vint le groupe Star Pilots, avec sa chanson Higher (Plus haut), chantée également en anglais. Le groupe s'est seulement qualifié pour l'épreuve de rattrapage, la manche de l’Andra Chansen offrant une chance de qualification pour la finale du concours. Susanne Alfvengren fut la suivante, avec la chanson chantée en suédois Du är älskad där du går (Vous êtes aimés où vous allez), mais elle fut éliminée. Puis vint le duo le plus expérimenté de cette demi-finale, voire de tout le concours, le duo Anna Sahlene & Maria Haukaas Storeng, qui avaient représenté respectivement l'Estonie à l'Eurovision 2002 et la Norvège à l'Eurovision 2008. Elles ont présenté la chanson Killing Me Tenderly (Tue moi tendrement), mais ont été éliminées. Cinquième artiste, le groupe Thorleifs avec sa chanson Sweet Kissin' In The Moonlight (Doux baisers au clair de lune), chantée en anglais, n'a pas réussi non plus à se qualifier. Puis, ce fut le tour à une autre expérimentée du concours, Sarah Dawn Finer, qui avait terminé 4e au concours Melodifestivalen 2007. En 2009, sa chanson Moving On (Continuer ainsi) ne réussit qu'à la qualifier pour l'Andra Chansen. Ensuite vint un trio, les Next 3, qui ont chanté Esta Noche (Cette nuit) en espagnol et en anglais. Il ne s'est pas qualifié pour la suite du concours. La dernière participante fut le « joker » de la Sveriges Television, la soprano Malena Ernman avec la chanson La Voix chantée en anglais et en français. C'est la première fois de l'histoire du concours Melodifestivalen qu'une chanson est chantée en français. Malena s'est qualifiée assez aisément pour la finale du concours.
Lors de la première manche des votes, Next 3, Anna Sahlene & Maria Haukaas Storeng et Susanne Alfvengren furent éliminés. Lors de la seconde manche des votes, le groupe Thorleifs fut éliminé.
| # | Artiste                              | Chanson                          | Auteur (a) / Compositeur (c)                                         | Votes    | Votes    | Place | Resultats                        |
| # | Artiste                              | Chanson                          | Auteur (a) / Compositeur (c)                                         | Manche 1 | Manche 2 | Place | Resultats                        |
| - | ------------------------------------ | -------------------------------- | -------------------------------------------------------------------- | -------- | -------- | ----- | -------------------------------- |
| 1 | Agnes                                | "Love Love Love"                 | Anders Hansson (a & c)                                               | 27 501   | 61 082   | 2e    | Finale                           |
| 2 | Star Pilots                          | "Higher"                         | Johan Fjellström (c), Joakim Udd (c), Johan Becker (a & c)           | 28 311   | 58 751   | 3e    | Andra Chansen                    |
| 3 | Susanne Alfvengren                   | "Du är älskad där du går"        | Bobby Ljunggren (c), Henrik Wikström (c), Ingela "Pling" Forsman (a) | 7 530    | —        | 8e    | Éliminé                          |
| 4 | Anna Sahlene & Maria Haukaas Storeng | "Killing Me Tenderly"            | Amir Aly (a & c), Henrik Wikström (a & c), Tobbe Petterssen (a & c)  | 17 240   | —        | 7e    | Éliminé                          |
| 5 | Thorleifs                            | "Sweet Kissin' In The Moonlight" | Lina Eriksson (a & c), Mårten Eriksson (a & c)                       | 23 830   | 48 525   | 5e    | Éliminé                          |
| 6 | Sarah Dawn Finer                     | "Moving On"                      | Sarah Dawn Finer (a & c), Fredrik Kempe (a & c)                      | 27 394   | 57 776   | 4e    | Andra Chansen International Jury |
| 7 | Next 3                               | "Esta noche"                     | Michael Xavier Barraza (a & c), Jimmy Almgren (a), Adam Soliman (a)  | 21 737   | —        | 6e    | Éliminé                          |
| 8 | Malena Ernman                        | "La voix"                        | Fredrik Kempe (a & c), Malena Ernman (a)                             | 48 415   | 102 708  | 1er   | Joker Finale                     |

Lors de l'épreuve des Duels, les Star Pilots ont affronté la jeune Agnes Carlsson, qui a eu plus de votes qu'eux et s'est qualifiée pour la finale. Dans l'autre duel, Malena Ernman s'est aussi qualifiée pour la finale au détriment de Sarah Dawn Finer.
|  | Duels                          | Duels                     |                          |  | En Finale | En Finale |
|  |                                |                           |                          |  |           |           |
|  |                                |                           |                          |  |           |           |
|  |                                |                           |                          |  |           |           |
|  | Star Pilots - "Higher"         | 54 785                    |                          |  |           |           |
|  | Star Pilots - "Higher"         | 54 785                    |                          |  |           |           |
|  | Agnes - Love Love Love         | 66 740                    |                          |  |           |           |
|  | Agnes - Love Love Love         | 66 740                    | Agnes - "Love Love Love" |  |           |           |
|  |                                |                           |                          |  |           |           |
|  |                                | Malena Ernman - "La voix" |                          |  |           |           |
|  | Sarah Dawn Finer - "Moving On" | 48 526                    |                          |  |           |           |
|  | Sarah Dawn Finer - "Moving On" | 48 526                    |                          |  |           |           |
|  | Malena Ernman - "La voix"      | 88 870                    |                          |  |           |           |
|  | Malena Ernman - "La voix"      | 88 870                    |                          |  |           |           |

639 928 votes ont été enregistrés lors de la troisième demi-finale, avec 1 122 841,50 kr qui ont été reversés à l'association Radiohjälpen.

## Andra Chansen (épreuve de rattrapage)
L'épreuve de rattrapage, communément appelée Andra Chansen, s'est déroulée le 7 mars au Himmelstalundshallen à Norrköping. Les huit artistes ayant terminé 3e et 4e de chaque demi-finale ont participé à cette épreuve pour décrocher les deux dernières places pour la finale du Melodifestivalen la semaine suivante au Globen à Stockholm.
L'épreuve se déroule en deux manches : lors de la première manche, les huit artistes se rencontrent lors de quatre duels ; les artistes ayant reçu le plus de votes dans chaque duel se qualifient pour la seconde manche, où le système est le même. Les artistes vainqueurs des deux duels de la seconde manche sont qualifiés pour la finale du Melodifestivalen.
Lors de la première manche, le groupe Scotts (issu de la première demi-finale) et Sarah Dawn Finer (de la quatrième demi-finale) furent les premiers à monter sur scène ; ce premier duel fut remporté par Sarah Dawn Finer et sa chanson Moving On, première qualifiée pour la seconde manche de l'épreuve. Le second duel opposait le duo Lili & Susie (de la seconde demi-finale) et le groupe BWO (de la troisième demi-finale) : Lili & Susie furent déclarées vainqueurs au nombre de votes. Le troisième duel opposait la jeune chanteuse Amy Diamond (de la seconde demi-finale) au groupe Star Pilots (de la quatrième demi-finale), qui l'emporta. Le quatrième duel vit la défaite de Rigo & The Topaz Sound featuring Red Fox (de la troisième demi-finale) devant Caroline af Ugglas (de la première demi-finale).

Photos de l’Andra Chansen 2009.
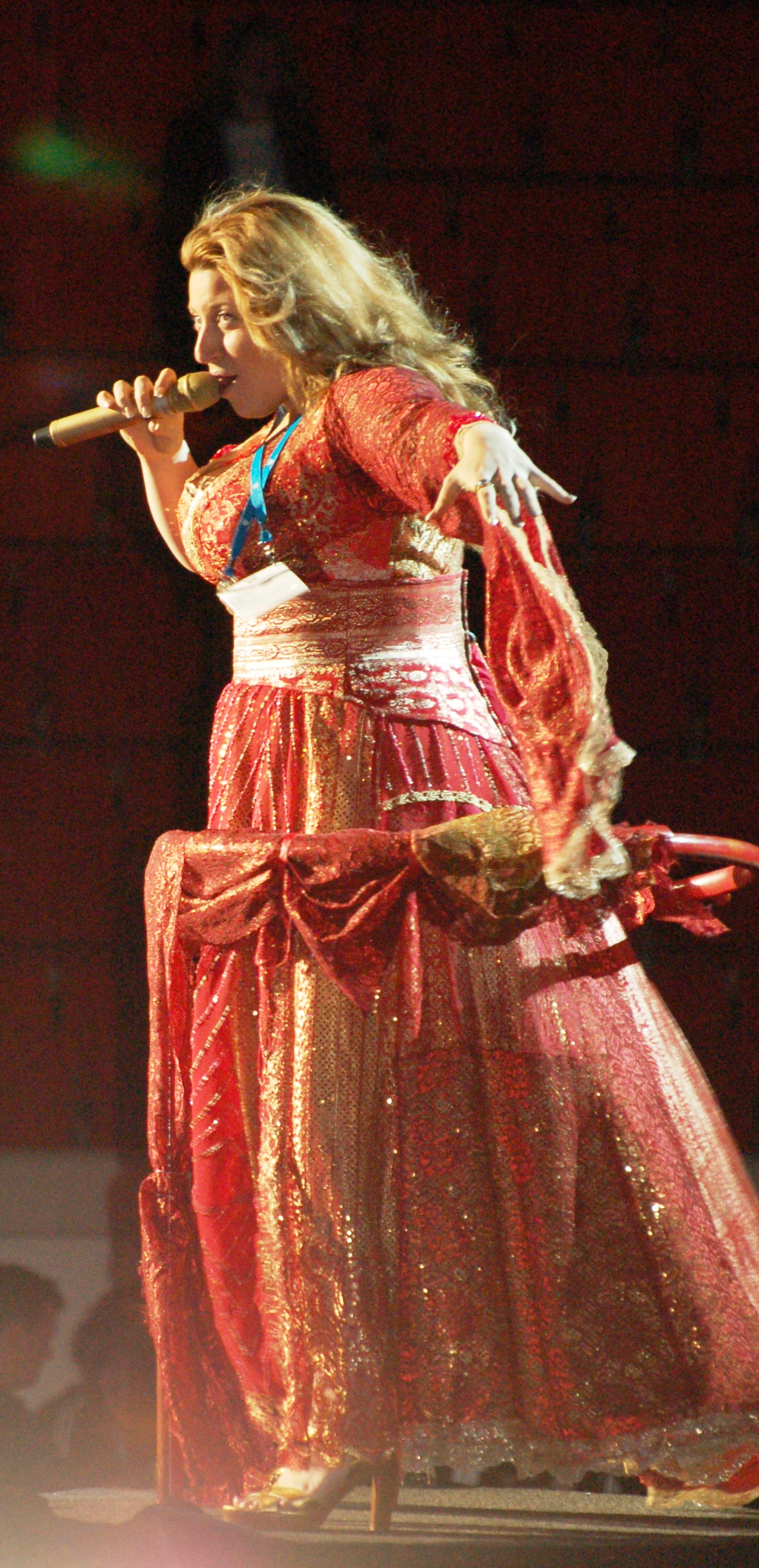
Sarah Dawn Finer (qualifiée pour la finale)
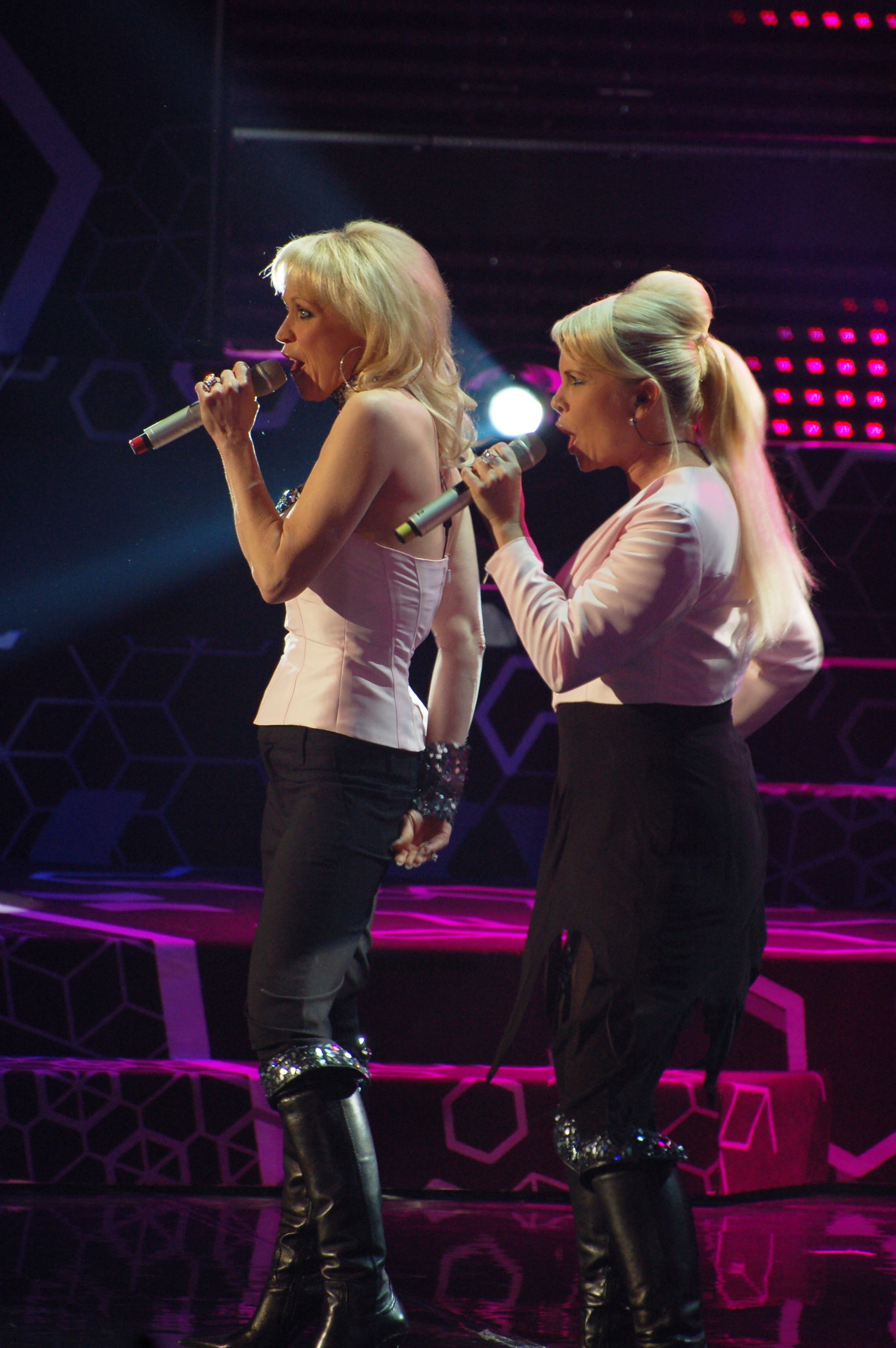
Lili & Susie
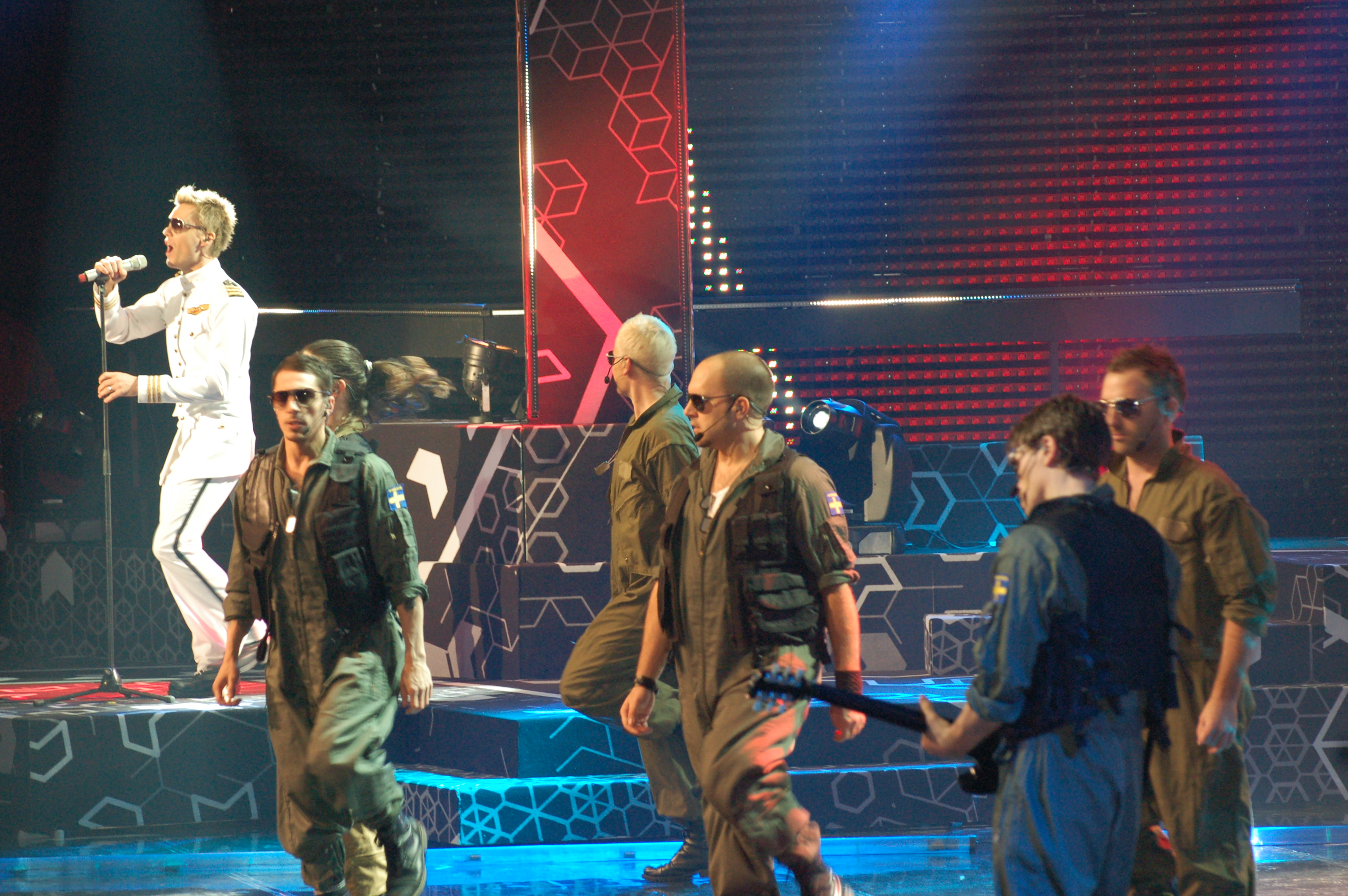
Star Pilots (en)
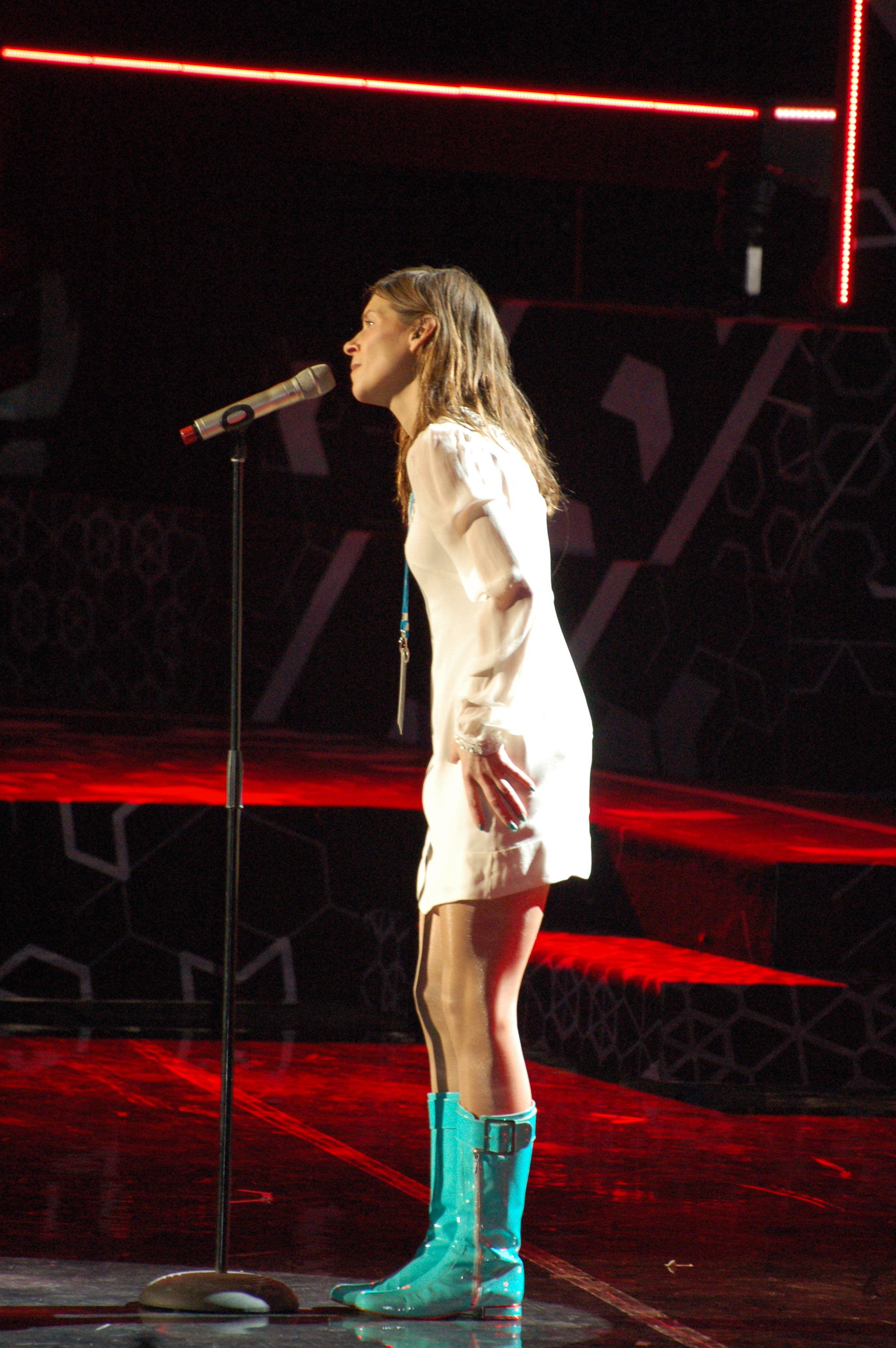
Caroline af Ugglas (qualifiée pour la finale)

Lors de la seconde manche, les duels étaient : Sarah Dawn Finer contre Lili & Susie et Star Pilots contre Caroline af Ugglas. Les vainqueurs des duels respectifs ont été Sarah Dawn Finer avec la chanson Moving On et Caroline af Ugglas avec Snälla snälla. Ces deux chanteuses sont donc qualifiés pour la finale du Melodifestivalen 2009.
Lors de cette épreuve 939 222 votes ont été enregistrés.
|  | Manche 1                                         | Manche 1                              |                                |         | Manche 2 | Manche 2 |  |  | Qualifiés |  |
|  |                                                  |                                       |                                |         |          |          |  |  |           |  |
|  |                                                  |                                       |                                |         |          |          |  |  |           |  |
|  |                                                  |                                       |                                |         |          |          |  |  |           |  |
|  | Scotts - "Jag tror på oss"                       | 47 593                                |                                |         |          |          |  |  |           |  |
|  | Scotts - "Jag tror på oss"                       | 47 593                                |                                |         |          |          |  |  |           |  |
|  | Sarah Dawn Finer - "Moving On"                   | 88 739                                |                                |         |          |          |  |  |           |  |
|  | Sarah Dawn Finer - "Moving On"                   | 88 739                                | Sarah Dawn Finer - "Moving On" | 98 984  |          |          |  |  |           |  |
|  |                                                  |                                       | Sarah Dawn Finer - "Moving On" | 98 984  |          |          |  |  |           |  |
|  |                                                  | Lili and Susie - "Show Me Heaven"     | 65 217                         |         |          |          |  |  |           |  |
|  | Lili and Susie - "Show Me Heaven"                | Lili and Susie - "Show Me Heaven"     | 65 217                         | 65 405  |          |          |  |  |           |  |
|  | Lili and Susie - "Show Me Heaven"                |                                       |                                | 65 405  |          |          |  |  |           |  |
|  | BWO - "You're Not Alone"                         | 54 283                                |                                |         |          |          |  |  |           |  |
|  | BWO - "You're Not Alone"                         | 54 283                                | Sarah Dawn Finer - "Moving On" |         |          |          |  |  |           |  |
|  |                                                  |                                       |                                |         |          |          |  |  |           |  |
|  |                                                  | Caroline af Ugglas - "Snälla, snälla" |                                |         |          |          |  |  |           |  |
|  | Amy Diamond - "It's My Life"                     | 65 493                                |                                |         |          |          |  |  |           |  |
|  | Amy Diamond - "It's My Life"                     | 65 493                                |                                |         |          |          |  |  |           |  |
|  | Star Pilots - "Higher"                           | 84 671                                |                                |         |          |          |  |  |           |  |
|  | Star Pilots - "Higher"                           | 84 671                                | Star Pilots - "Higher"         | 107 425 |          |          |  |  |           |  |
|  |                                                  |                                       | Star Pilots - "Higher"         | 107 425 |          |          |  |  |           |  |
|  |                                                  | Caroline af Ugglas - "Snälla, snälla" | 111 009                        |         |          |          |  |  |           |  |
|  | Rigo & The Topaz Sound feat. Red Fox - "I Got U" | Caroline af Ugglas - "Snälla, snälla" | 111 009                        | 49 543  |          |          |  |  |           |  |
|  | Rigo & The Topaz Sound feat. Red Fox - "I Got U" |                                       |                                | 49 543  |          |          |  |  |           |  |
|  | Caroline af Ugglas - "Snälla, snälla"            | 100 860                               |                                |         |          |          |  |  |           |  |
|  | Caroline af Ugglas - "Snälla, snälla"            | 100 860                               |                                |         |          |          |  |  |           |  |

## Jury International
Le Jury International a eu la tâche de choisir dans chaque demi-finale une chanson, qui n'a pas réussi à se qualifier directement pour la finale. Or, si une chanson choisie par le Jury International qui participait à l'épreuve de rattrapage réussit à se qualifier pour la finale, la chanson en question devient inéligible. Lors de la finale, le Jury International avait le droit de donner leurs votes (1;2;4;6;8;10 et 12 points) avec les jurys régionaux suédois, il (le Jury International), devient le 12e jury.
La première chanson choisie par le Jury International eu lieu lors de la première demi-finale. Et c'était celle de Caroline af Ugglas - "Snälla, snälla", elle avait réussi à se qualifier pour l'épreuve de rattrapage (Andra Chansen) et donc elle fut éligible. Lors de la seconde demi-finale, ce fut Amy Diamond qui fut choisie par le jury avec sa chanson "It's My Life". Cependant, peu après la demi-finale, des rumeurs qui disaient comme quoi le choix du jury fut incorrect et que le vrai choix était celui de Jennifer Brown et sa chanson "Never Been Here Before". Mais la rumeur fut démentie par la Sveriges Television (SVT), organisatrice du Melodifestivalen, en affirmant qu'Amy Diamond était le véritable choix.
Lors de troisième demi-finale, le jury a choisi la chanson "Alla" interprétée par Sofia qui s'est classée 7e de la demi-finale. Cette chanson était la seule chanson choisie parmi le jury à ne pas avoir réussi à se qualifier pour l'épreuve de rattrapage du concours. Lors de la quatrième et dernière demi-finale, Sarah Dawn Finer et sa chanson "Moving On" était choisi par le Jury International et fut l'ultime choix de ce jury.
Or, Sarah Dawn Finer et Caroline af Ugglas qui ont participé à l'épreuve de l'Andra Chansen ont remporté l'épreuve et de fait ont obtenu les deux derniers "tickets" pour la qualification en finale du concours Melodifestivalen 2009. Et de ce fait furent inéligibles pour le choix du Jury International, laissant au jury le choix entre Amy Diamond, qui a également participé à l'épreuve de l'Andra Chansen mais qui fut éliminée lors de la première manche de l'épreuve, et Sofia. Le choix du Jury International s'est porté sur Sofia avec la chanson "Alla"

### Membres du Jury International
Les membres du Jury International furent les suivants :
- Bruno Berberes (France) - Président du Jury International - Chef de la délégation française au Concours Eurovision de la chanson
- Natalia Brasnuev (Moldavie) - Présidente de l'OGAE en Moldavie
- Fred Bronson (États-Unis) - Journaliste musical et écrivain
- Alessandro Capicchioni (Saint-Marin) - Éditeur de programmes TV et Chef de la délégation saint-marinaise au Concours Eurovision de la chanson
- Damir Perić (Serbie) - Fan du Concours Eurovision de la chanson
- Thomas Lundin (Finlande) - Présentateur Télé et Chanteur
- Yurii Nikitin (Ukraine) - Directeur d'une compagnie de musique
- Alexandros Panayi (Chypre) - Chanteur
- Marija Šerifović (Serbie) - Chanteuse et Gagnante de l'édition 2007 du Concours Eurovision de la chanson
- Maryna Skomorokhova (Ukraine) - Principale Manager pour CFC, sponsor de l'Ukraine pour l'Eurovision
- Anastasiya Tihanovich (Biélorussie) - Chanteuse et Productrice Exécutive de l'EuroFest (Pré-Sélection Bielorussie pour le Concours Eurovision de la chanson 2009)
- Barry Viniker (Royaume-Uni) - Directeur Général, Marketing et Communication du site esctoday.com

### Sélection du Jury
| Demi-finale | Artiste            | Chanson         | Resultat lors de la Demi-finale                        | Résultat du Jury |
| ----------- | ------------------ | --------------- | ------------------------------------------------------ | ---------------- |
| Göteborg    | Caroline af Ugglas | "Snälla snälla" | Qualifiée pour l'Andra Chanson (Épreuve de rattrapage) | Inéligible       |
| Skellefteå  | Amy Diamond        | "It's My Life"  | Qualifiée pour l'Andra Chanson (Épreuve de rattrapage) | Non choisie      |
| Leksand     | Sofia              | "Alla"          | 7e de la Demi-finale 3                                 | Choisie          |
| Malmö       | Sarah Dawn Finer   | "Moving On"     | Qualifiée pour l'Andra Chanson (Épreuve de rattrapage) | Inéligible       |

## Finale
La finale du concours Melodifestivalen 2009 a eu lieu au Globen à Stockholm le 14 mars.
Ce fut la finale peu après l'Andra Chansen, lorsque l'ordre de passage fut dévoilé avec Måns Zelmerlöw et sa chanson "Hope & Glory" qui allait ouvrir la soirée et Malena Ernman avec « La Voix » qui clora les performances des artistes qualifiés pour la finale.
Les favoris pour la victoire du concours Melodifestivalen 2009 étaient Måns Zelmerlöw et Malena Ernman. Tandis que la chanteuse Sofia, selon les bookmakers, devrait finir dernière de la finale.
Lors de la finale, c'est Måns Zelmerlöw qui ouvrit le bal avec « Hope & Glory », puis suivirent, Caroline af Ugglas avec « Snälla, snälla », Agnes et sa chanson « Love Love Love », le groupe H.E.A.T. avec « 1000 Miles », le groupe Alcazar « Stay The Night », le trio EMD avec « Baby Goodbye », Sofia et sa chanson « Alla », Molly Sandén avec « Så vill stjärnorna » et finalement Malena Ernman qui a clos la soirée avec la chanson « La Voix ».
Alors qu'elle ne fut que huitième après le vote des jurys, elle réussit à s'emparer de la victoire grâce aux votes des téléspectateurs, devançant ainsi Caroline af Ugglas, EMD et Måns Zelmerlöw qui fut premier après le vote des jurys.
Lors de la finale du concours, 1,748,970 votes ont été enregistrés avec un total de 3 457 434,50 couronnes suédoises reversés à l'association de l'organisatrice du concours, la SVT (Sveriges Television) Radiohjälpen. 3 592 000 personnes ont regardé la finale sur la chaîne de la Sveriges Television, SVT1. Alors qu'au même moment, plus de 10 millions de personnes ont regardé la finale sur le site de la Sveriges Television, dans le service de Vidéo à la demande du site, SVT Play.
| #  | Artiste            | Chanson              | Auteur (a) / Compositeur (c)                                                                                           | Votes | Votes    | Votes | Place |
| #  | Artiste            | Chanson              | Auteur (a) / Compositeur (c)                                                                                           | Jury  | Télévote | Total | Place |
| -- | ------------------ | -------------------- | --- | ----- | -------- | ----- | ----- |
| 01 | Måns Zelmerlöw     | "Hope & Glory"       | Fredrik Kempe (a & c), Måns Zelmerlöw (a), Henrik Wikström (c)                                                         | 96    | 48       | 144   | 4e    |
| 02 | Caroline af Ugglas | "Snälla snälla"      | Caroline af Ugglas (a), Heinz Liljedahl (c)                                                                            | 51    | 120      | 171   | 2e    |
| 03 | Agnes              | "Love Love Love"     | Anders Hansson (a & c)                                                                                                 | 40    | —        | 40    | 8e    |
| 04 | H.E.A.T.           | "1000 Miles"         | Niklas Jarl (a & c), David Stenmarck (a & c)                                                                           | 58    | 24       | 82    | 7e    |
| 05 | Emilia             | "You're My World"    | Emilia Rydberg (a & c), Fredrik "Figge" Boström (a & c)                                                                | 28    | —        | 28    | 9e    |
| 06 | Alcazar            | "Stay the Night"     | Anders Hansson (a & c), Mårten Sandén (a & c), Andreas Lundstedt (a & c), Therese Merkel (a & c), Lina Hedlund (a & c) | 67    | 72       | 139   | 5e    |
| 07 | Sarah Dawn Finer   | "Moving On"          | Sarah Dawn Finer (a & c), Fredrik Kempe (a & c)                                                                        | 75    | 12       | 87    | 6e    |
| 08 | EMD                | "Baby Goodbye"       | Erik Segerstedt (a & c), Mattias Andréasson (a & c), Danny Saucedo (a & c), Oscar Görres (a & c)                       | 49    | 96       | 145   | 3e    |
| 09 | Sofia              | "Alla"               | Dimitri Stassos (c), Henrik Wikström (c), Irini Michas (c), Nina Karolidou (a)                                         | 12    | —        | 12    | 10e   |
| 10 | Molly Sandén       | "Så vill stjärnorna" | Bobby Ljunggren (c), Marcos Ubeda (c), Ingela "Pling" Forsman (a)                                                      | 2     | —        | 2     | 11e   |
| 11 | Malena Ernman      | "La voix"            | Fredrik Kempe (a & c), Malena Ernman (a)                                                                               | 38    | 144      | 182   | 1er   |

### Votes
Les votes durant la finale furent effectués par le système du 50/50 (SMS/Télévotes et Votes du Jury : 12 Jury, 11 Jury Régionaux Suédois et le Jury International), les jurys donnaient 1, 2, 4, 6, 8, 10 et 12 points à leurs sept chansons favorites. Ces votes du jury, furent accompagnés par les votes des téléspectateurs suédois par le biais des appels téléphoniques et des SMS qui furent convertis en points : 12, 24, 48, 72, 96, 120 et 144 points qui furent donnés par les téléspectateurs suédois lors de la finale grâce aux nombres de votes.
Les votes du Jury International et ceux des jurys régionaux furent annoncés après les performances des artistes, tandis que les lignes téléphoniques pour le télévotes furent encore en ligne. Les votes du Jury International furent annoncés sur scène par Marija Šerifović et Bruno Berberes.
Après la fin des votes des jurys, Måns Zelmerlöw était placé en tête de la finale avec 96 points devançant ainsi Sarah Dawn Finer avec 75 points et le groupe Alcazar avec 67 points.
Or, les votes des téléspectateurs ont complètement changé la donne avec Malena Ernman qui était huitième après le vote des jurys, a réussi à gagner le concours Melodifestivalen 2009 avec 182 points, grâce notamment aux 144 points des télévotes. Elle devance ainsi Caroline af Ugglas qui était cinquième avant les votes des téléspectateurs et qui grâce à ces derniers, a réussi à terminer seconde du concours avec 171 points.

#### Jury
| Chanson              | Jury International | Luleå | Umeå | Sundsvall | Falun | Karlstad | Örebro | Norrköping | Göteborg | Växjö | Malmö | Stockholm | Total |
| -------------------- | ------------------ | ----- | ---- | --------- | ----- | -------- | ------ | ---------- | -------- | ----- | ----- | --------- | ----- |
| "Hope & Glory"       | 6                  | 10    | 12   | 6         | 10    | 2        | 4      | 2          | 12       | 10    | 10    | 12        | 96    |
| "Snälla snälla"      | 10                 | 12    | 8    | —         | 4     | —        | 2      | 6          | 4        | 6     | —     | 1         | 51    |
| "Love Love Love"     | —                  | 1     | 4    | 8         | 2     | 1        | —      | —          | —        | —     | 6     | 10        | 40    |
| "1000 Miles"         | —                  | 2     | 6    | 2         | 1     | 12       | —      | 4          | 1        | 8     | 12    | —         | 58    |
| "You're My World"    | 4                  | —     | —    | —         | 12    | —        | 8      | —          | —        | 4     | —     | 8         | 28    |
| "Stay the Night"     | —                  | 6     | 10   | 12        | —     | 10       | 1      | 10         | 8        | 1     | 1     | 6         | 67    |
| "Moving On"          | 12                 | 4     | 1    | 4         | 6     | 6        | 10     | 8          | 2        | 12    | 8     | 2         | 75    |
| "Baby Goodbye"       | —                  | —     | —    | 10        | 8     | 8        | 12     | 1          | 6        | —     | —     | 4         | 49    |
| "Alla"               | 8                  | —     | —    | —         | —     | —        | —      | —          | —        | —     | 4     | —         | 12    |
| "Så vill stjärnorna" | 2                  | —     | —    | —         | —     | —        | —      | —          | —        | —     | —     | —         | 2     |
| "La voix"            | 1                  | 8     | 2    | 1         | —     | 4        | 6      | 12         | —        | 2     | 2     | —         | 38    |

#### Télévotes
| Chanson              | Jury | No. de télévotes (%) | Points | Total |
| -------------------- | ---- | -------------------- | ------ | ----- |
| "Hope & Glory"       | 96   | 182 651 (10,4 %)     | 48     | 144   |
| "Snälla snälla"      | 51   | 318 952 (18,2 %)     | 120    | 171   |
| "Love Love Love"     | 40   | 49 819 (2,8 %)       | —      | 40    |
| "1000 Miles"         | 58   | 178 283 (10,2 %)     | 24     | 82    |
| "You're My World"    | 28   | 48 844 (2,8 %)       | —      | 28    |
| "Stay the Night"     | 67   | 199 014 (11,4 %)     | 72     | 139   |
| "Moving On"          | 75   | 146 300 (8,4 %)      | 12     | 87    |
| "Baby Goodbye"       | 49   | 231 098 (13,2 %)     | 96     | 145   |
| "Alla"               | 12   | 19 885 (1,1 %)       | —      | 12    |
| "Så vill stjärnorna" | 2    | 51 467 (2,9 %)       | —      | 2     |
| "La voix"            | 38   | 322 657 (18,4 %)     | 144    | 182   |